# Још само ово...
Још само ово... (енгл. And Another Thing...) је шеста књига научнофантастично-хумористичког серијала Аутостоперски водич кроз галаксију који је започео Даглас Адамс. Ову књигу је написао Овен Колфер и она је објављена 12. октобра 2009, на тридесету годишњицу изласка првог романа. Књигу је у Србији објавила издавачка кућа Лагуна 2010. године, у преводу Горана Скробоње.

## Радња
Радња почиње тамо где се завршава претходна књига, са Артуром Дентом, Фордом Префектом, Трилијан и њеном и Артуровом ћерком Насумицом, који стоје унутар клуба Бета, ишчекујући да Вогони униште Земљу.
Проштетник Вогон Јелц, задужен да уништи све припаднике људске расе, чује гласине о колонији Земљана и креће да их уништи, док Артур покушава да натера бесмртног ванземаљца Вовбагера да заустави Вогоне.
У земаљској колонији Нано, стереотипни ирски лидер Хилман Хантер тражи кандидате за положај бога планете, који би због божанског провиђења држао Хилмана на челу. У међувремену, син проштетника Јелца, Констант Бекељ, има прилично „не-вогонске” мисли, међу којима су уживање у поезији и симпатије према људима. Вовбагер и Насумица почињу да се свађају, а Вовбагер је дрогира и затвара. После тога, Трилијан и Вовбагер почињу да се преприру, али се на крају љубе. Насумица је мање него импресионирана поступцима своје мајке и Вовбагера, и жали се на то Форду и краде његову кредитну картицу.
У Асгарду, Запход Библброкс је успео да дође до Валхале и проналази свог старог познаника, Тора. После преговора, Тор пристаје да помогне Запходу тако што ће постати бог планете Нано и убити Вовбагера, који чезне за смрћу.
Ствари на Наноу не иду како је планирано, а Хилман се бори да пронађе свог бога и одржи ред међу становништвом, док покушава да контролише Магратејце који су изградили планету. Хилман се присећа да је створио култ за богате, који је проповедао надолазећу апокалипсу, само да би Гребулонци створили такву апокалипсу. Пошто су добили понуду од Запхода, Хилман и његови следбеници су се преселили у своје „уточиште”, планету Нано. Међутим, многи радници су напустили своје богате послодавце и неколико супарничких верских група се такође настанило на планети, међу којима су најистакнутији тиромансери који обожавају сир, предвођени Асидом. Тироменсери и Нанити улазе у рат, а током једне од битака изненада стижу Златно срце и Тор.
Вовбагеров брод слеће на Нано и сусреће се са тиромансерима. Запход преговара да Тор буде бог планете Нано и открива да су Асид и Хилман заправо исто биће из паралелних универзума, од којих су обојица склопили договоре са Запходом. Открива се да га је то довело на Земљу, где је спасао Артура и остале. Вовбагер, као представник тиромансера, пристаје да упусти у борбу са Тором, који представља Наните, намеравајући да га пусти да га убије.
Борба почиње, али Тор не може да победи јер Вовбагер не умире, чак ни када је погођен чекићем Мјолниром. Пакет за Насумицу стиже преко међузвездане испоруке, који садржи ластише који су играли улогу у Вовбагеровом достизању бесмртности, за које Насумица верује да би могли да га повреде. Користећи Мјолнир, појачан ластишима, Тор шаље Вовбагера у стратосферу.
Вогони долазе са намером да униште Нано. Тор је у стању да одбије вогонске ракете, али је наизглед убијен експерименталним оружјем познатим као КНЕСТ (Крајње Неконтролисани Експериментални Сублимациони Торпедо). Констант Бекељ онемогућава вогонског тобџију и аргументује да су њихова наређења да убијају Земљане а не Наните (правно две различите групе, при чему су ови други грађани који плаћају порез). Проштетник Јелц се слаже са његовим аргументом и поносан је на способност свог сина да прати закон и бирократију. Запход и Хилман говоре људима да је Тор постао мученик и да ће све наредбе које ће издавати од сада долазити од Хилмана, а Хилман је недуго затим преполовљен остацима бомби.
Хилманова смрт се показује кратког века, јер га медицински одељак Златног срца враћа у нормално стање, уз само једну мању промену – сада има копита уместо стопала. Иако сада има контролу над целим становништвом планете, постаје незадовољан када се нађе затрпан папирологијом. Запход креће са Левим Мозгом на своју кампању за реизбор председника галаксије, а Форд одлучује да остане и проба све најбоље што Нано може да понуди, како би могао да унесе нови материјал за Аутостоперски водич кроз галаксију. Тор, за кога се открива да је преживео, са задовољством сазнаје да је поново постигао славу и успех својим триком са „мучеништвом”. Артур проналази плажу из свог виртуелног живота, након чега на своје велико незадовољство открива да ће је Вогони уништити.

## Позадина
Након што је написао пет књига Аутостоперског водича, Даглас Адамс је осетио потребу да настави причу: „Очекујем да ћу у неком тренутку у будућности написати шесту Аутостоперску књигу...”, и „Људи су тврдили, сасвим исправно, да је Углавном безопасни веома суморна књига. Волео бих да завршим серијал на мало оптимистичнијој ноти, тако да се чини да је пет био погрешан број; шестица је боља.”
Позивајући се на књигу о Дирку Џентлију на којој је тада радио, Адамс је рекао: „Многе ствари које су првобитно биле у Лососу сумње заиста нису функционисале.” Адамс је планирао да „спаси неке од идеја које није могао да остварим у оквиру Дирка Џентлија и да их стави у оквир Аутостоперског водича... и за стара времена да га назове Лосос сумње.” Међутим, Адамс је умро 2001. године, а да није написао шесту књигу.
За разлику од претходних наставака из серијала, наслов ове књиге није цитат из првог романа, већ је преузет из трећег поглавља књиге До виђења и хвала на свим рибама, где се појављује у следећем одломку:
Олуја се у међувремену несумњиво истрошила, а оно што је преостало од грмљавине сада је гунђало над удаљеним бреговима, као човек који говори: „Још само ово...” двадесет минута пошто је признао да је побеђен у расправи.

## Пријем
Књига је наишла на различите реакције читалаца и критичара. Рецензирајући књигу за The Guardian, Марк Лосон је описао Колферов стил писања као „најбољу постмортем имитацију коју сам икада прочитао” и сматрао је књигу „савршено прорачунатом адаптацијом”. Кертис Силвер из Wired-а је такође похвалио књигу као наставак Адамсове приче, сматрајући да је само мало патила од тога што су неке шале биле превише клишеиране. Друге позитивне рецензије стигле су из The Times-а, где ју је Лиза Татл описала као „добар обављен посао”, као и од Јуана Фергусона из The Observer-а, који је написао да је „Колфер извео скоро немогуће”.
Друге критике су биле негативније. Чарли Џејн Андерс, након што је прочитала прву половину књиге, описала ју је као „више истог”, али да није оставила посебан утисак, са хумором који је „невероватно опао”. Private Eye ју је сажео као „углавном без хумора... јадну реанимацију”.